# Huis Thuysbaert

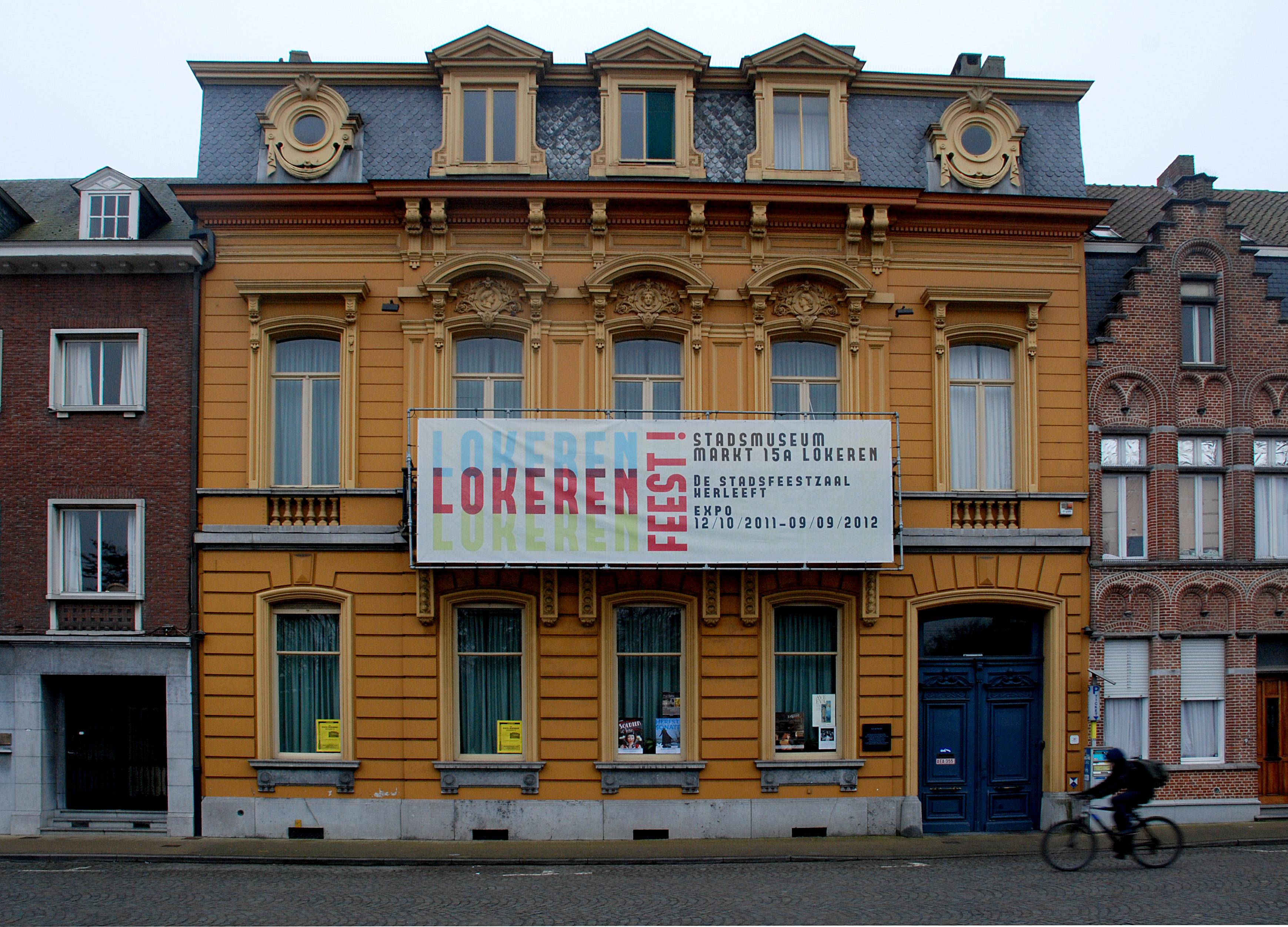
Het huis in februari 2012

Huis Thuysbaert is een laat-19e-eeuwse burgerwoning in de Belgische stad Lokeren. Dit neobarokke gebouw is gelegen op het Stationsplein 10. Het was een aantal jaar onderdeel van het Lokerse Stedelijk Museum. Op dit ogenblik is het eigendom van GD&A Advocaten die het pand en de tuin restaureerden. Het gebouw werd in 1998 beschermd als monument.

## Geschiedenis
Huis Thuysbaert werd in 1882-1883 gebouwd in opdracht van de Lokerse oliehandelaar en brouwer Hector Thuysbaert. De burgerwoning bleef lange tijd in handen van de familie Thuysbaert. Ook oud-burgemeester, Prosper Thuysbaert jr., en hoogleraar aan de K.U.Leuven, Prosper Thuysbaert sr., woonden in deze woning uit de belle époque.